# Domeykoa oppositifolia
Domeykoa oppositifolia är en flockblommig växtart som beskrevs av Rodolfo Amando Philippi. Domeykoa oppositifolia ingår i släktet Domeykoa och familjen flockblommiga växter. Inga underarter finns listade i Catalogue of Life.